# Taiaroa Head
Taiaroa Head, en maori Pukekura, est un promontoire situé sur la péninsule d'Otago, à une trentaine de kilomètres de Dunedin, en Nouvelle-Zélande. Il abrite une importante réserve naturelle.
Avant l'arrivée des Européens, un village fortifié maori était situé sur Taiaroa Head, qui devient ensuite un site militaire à la fin du XIXe siècle.
En 1964 est créée une réserve naturelle qui abrite plusieurs espèces de mammifères marins et une importante population d'oiseaux. Parmi ceux-ci, une petite colonie d'Albatros de Sanford attire un nombre grandissant de touristes à partir des années 1970. L'accès à la réserve est aujourd'hui interdit mais un observatoire a été construit pour les touristes.

## Localisation
Taiaroa Head est un promontoire situé sur la péninsule d'Otago, en Nouvelle-Zélande, à une trentaine de kilomètres au sud de la ville de Dunedin dont il dépend. Il surplombe Otago Harbour.

## Histoire
Taiaroa Head est le nom donné par les colons européens à une zone appelée Pukekura par les Maoris,. Avant l'arrivée des Européens, c'était un village fortifié maori. Entre la fin du XIXe siècle et le début du XXe siècle, Taiaroa Head devient un site militaire avec des tranchées, des emplacements de canons et des fortifications.
Une réserve naturelle est créée en 1964 et attire depuis les années 1970 un nombre grandissant de visiteurs. Le phare de Taiaroa Head est visible depuis la réserve.

## Réserve naturelle

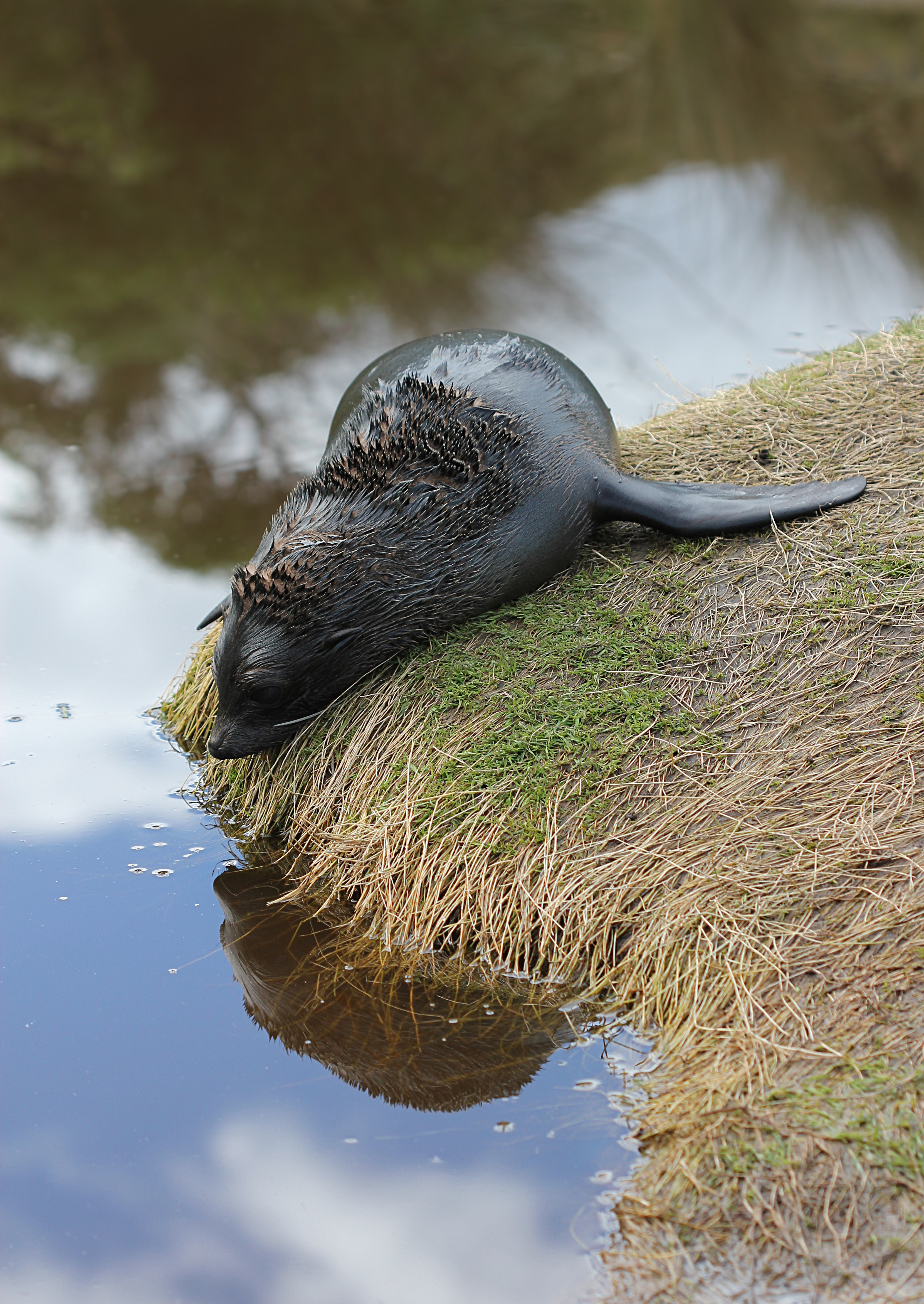
Un petit d'Otarie à fourrure de Nouvelle-Zélande à Taiaroa Head.

Taiaroa Head abrite une réserve naturelle. Désignée « Réserve de faune et de flore » en 1964, elle est aujourd'hui gérée par la fondation Te Poari a Pukekura, qui rassemble des membres de Te Rūnanga o Ōtākou, de Korako Karetai Trust, du conseil municipal de Dunedin et du Ministère de la Conservation. Les espèces animales présentes sont la principale raison de la venue des touristes à Taiaroa Head, mais l'accès à l'intérieur de la réserve n'est pas autorisé. Pour les observer, les visiteurs peuvent accéder à un observatoire vitré situé dans le Royal Albatross Center,.
Elle abrite quelques espèces de mammifères marins comme l'Otarie à fourrure de Nouvelle-Zélande (Arctocephalus forsteri) et le Lion de mer de Nouvelle-Zélande (Phocarctos hookeri).

### Avifaune
Taiaroa Head abrite une importante avifaune, avec environ 10 000 oiseaux vivants dans la réserve. Néanmoins certains ne sont présents qu'une partie de l'année. Les principales espèces présentes sont l'Albatros de Sanford (Diomedea sanfordi), le Cormoran bronzé (Leucocarbo chalconotus) et le Manchot pygmée (Eudyptula minor). On peut aussi y observer le Cormoran moucheté (Phalacrocorax punctatus), la Spatule royale (Platalea regia), la Mouette argentée (Chroicocephalus novaehollandiae), ainsi que des espèces variées d'albatros, de mouettes, de pétrels ou de sternes.
La plupart des touristes viennent pour observer les Albatros de Sanford, dont une petite colonie s'est installée au début du XXe siècle alors qu'ils se reproduisent majoritairement dans les îles Chatham. La réserve est aujourd'hui célèbre car elle abrite la seule colonie continentale d'Albatros dans l'hémisphère sud. Des visites guidées pour les observer sont organisées à partir de 1972, en petits groupes de moins de 10 personnes et seulement trois jours par semaine. Mais face à l'afflux de visiteurs de plus en plus important, l'observatoire ouvre ses portes en 1983, suivi d'un centre de réception en 1989, qui permet d'organiser jusqu'à 21 visites groupées par jour.

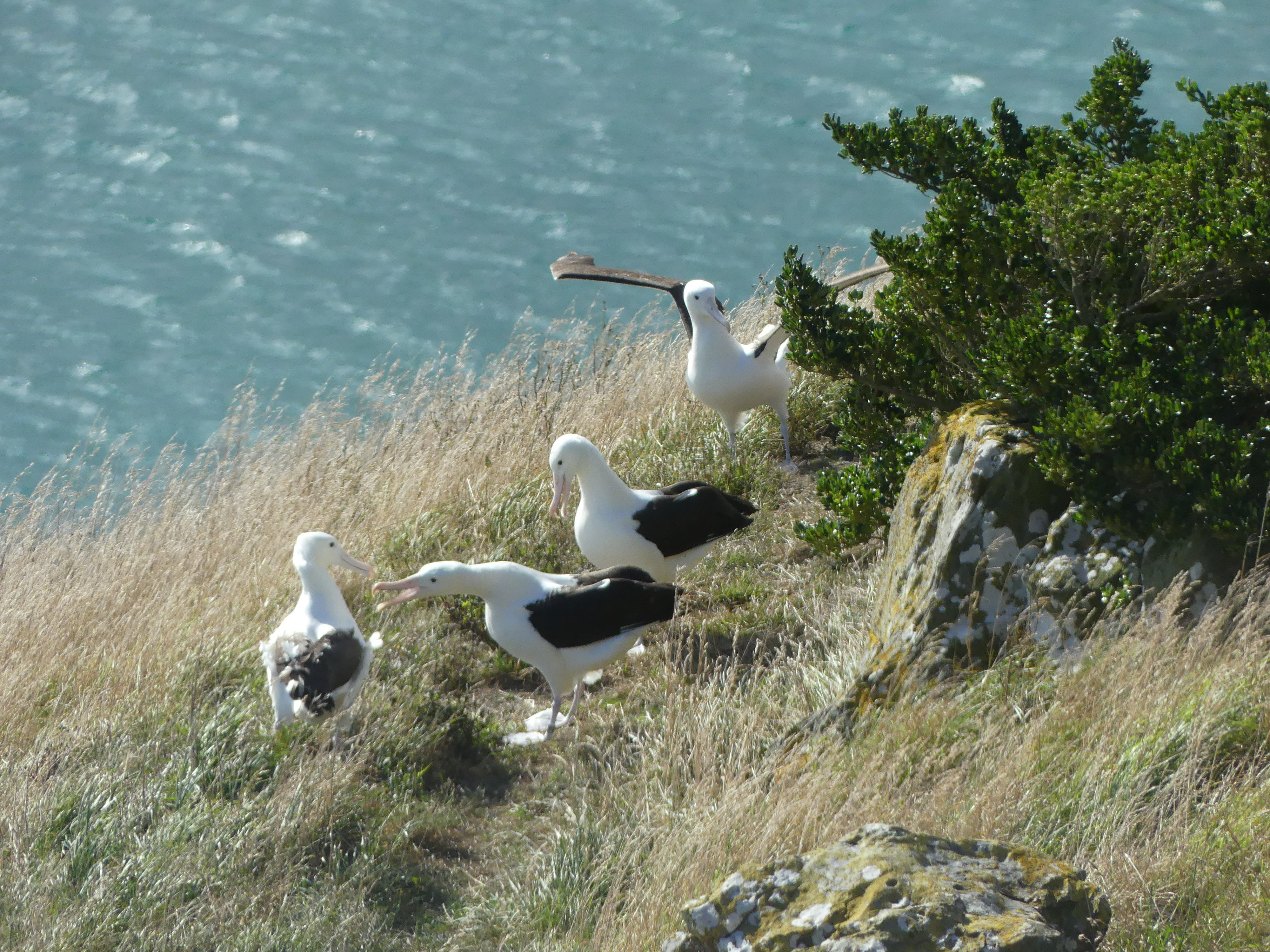
Un groupe de jeunes Albatros de Sanford à Taiaroa Head.
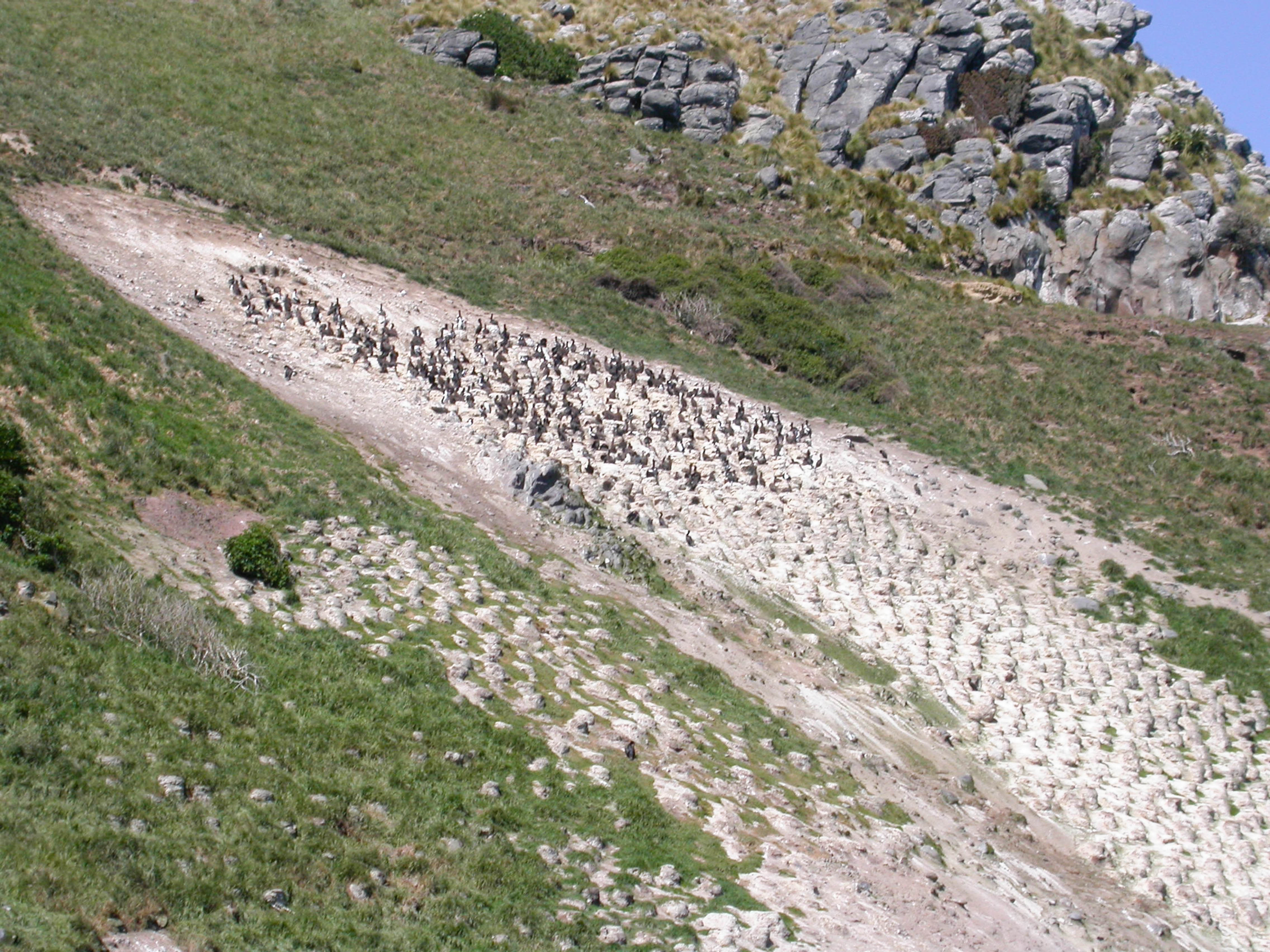
Une colonie de Cormorans bronzés à Taiaroa Head.
Une famille de Manchots pygmées sortant de leur terrier.